# Oriental shorthair
Pour les articles homonymes, voir Oriental.
Pour un article plus général, voir chat.
L'oriental, aussi appelé oriental shorthair est une race de chat originaire de Thaïlande. Il est apparenté au siamois, la seule différence entre les deux races étant la couleur de robe puisque ce chat de taille moyenne à grande est la variété non pointée du siamois ou robe colorée.

## Origines
Comme le siamois, le korat et le Khao Manee, l'oriental est originaire de Thaïlande d'où il a été importé en 1850. Il ne diffère de ceux-ci que par la couleur de son pelage et de ses yeux. Tous sont arrivés au Royaume-Uni à la fin du XIXe siècle mais les Britanniques préférèrent le siamois à l'oriental.
Au début de l'élevage du siamois, la race accepte toutes les patrons, colourpoint et solide. Dans les années 1920, les clubs d'élevage du siamois en Grande-Bretagne décident de se concentrer uniquement sur le colorpoint et les autres variétés de couleurs ont commencé à disparaître. Après la Seconde Guerre mondiale, les programmes d'élevage visant à introduire la couleur chocolat ont pour conséquence la réapparition du patron uni.
Initialement, chaque nouvelle couleur solide est devenu une nouvelle race, : le Chestnut brown foreign, de couleur uni chocolat, est la première race reconnue par la GCCF en 1958, suivi du Lavender, de couleur unie lilas puis du foreign white qui est la troisième race reconnue.
Les éleveurs s'aperçoivent rapidement qu'il n'est pas réaliste de continuer sur le modèle « une couleur, une race », étant donné l'important nombre de couleurs de robe existant chez le chat,. Au Royaume-Uni, il est décidé de scinder la race siamois en plusieurs races : les sujets colourpoint restent des siamois, les solides chocolats des Chestnut brown foreign qui importés aux États-Unis, l'havana brown, les foreigns représentent les couleurs solides qui ne sont pas chocolat et l'oriental contient toutes les autres couleurs.
Outre-Atlantique, les Américains adoptent une classification plus simple en deux races : le siamois, chat colourpoint, et l'oriental shorthair, contenant toutes les autres couleurs. Le Governing Council of the Cat Fancy (GCCF) harmonise sa classification avec celles des États-Unis qu'à partir des années 1990… hormis pour le foreign white, qui reste une race à part entière au Royaume-Uni.
En 1968, les éleveurs américains entamèrent des programmes d'élevage, privilégiant un type morphologique extrême, proche du siamois actuel, alors que les Britanniques préféraient un type modéré. La CFA reconnut la race en 1972 sous l'appellation d'oriental shorthair.

## Standards

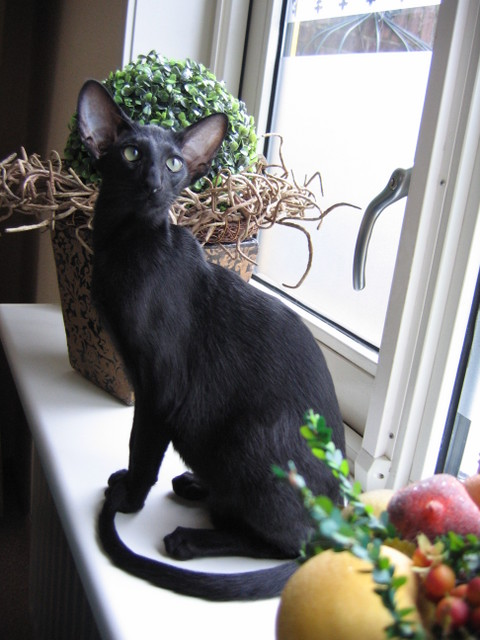
Un Oriental ebony (noir).

Le physique de l'oriental est évidemment proche de celui du siamois moderne. Longiligne, svelte, musclé, un corps athlétique. Le poil très fin accentue cet effet d'élégance.
Tête : Sa tête de taille moyenne est triangulaire. 3 types de profil sont acceptés : parfaitement droit, légèrement convexe, ou en deux plans, le plan du front prolongeant le plan du nez sans cassure.
Vu de profil le nez est long et droit.
Les yeux en amande sont placés de taille moyenne. Ils sont verts intenses, le  bleu ou impairs sont tolérés pour les orientaux blanc.
Les oreilles sont grandes et larges, placés dans la continuité du triangle de la tête. idéalement la ligne des yeux doit arriver au milieu des oreilles.
L'encolure est longue, fine et élégante. de taille moyenne, le corps est long et tubulaire avec une ossature fine.
Les pattes sont hautes et fines avec de petits pieds ovales. La queue est très fine également.
La queue doit être en harmonie avec le corps : elle est fine et se termine en pointe.
Toutes les couleurs de robes sont acceptées.
Les mariages avec les races suivantes sont autorisés : balinais, mandarin et siamois.

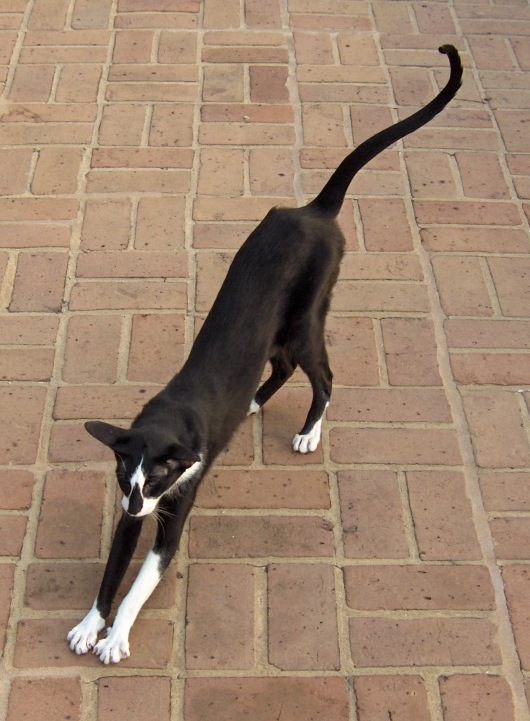
Un mâle bicolore.
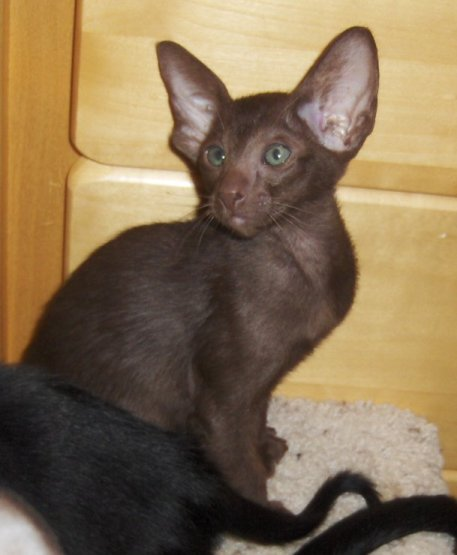
Un jeune oriental chocolat.
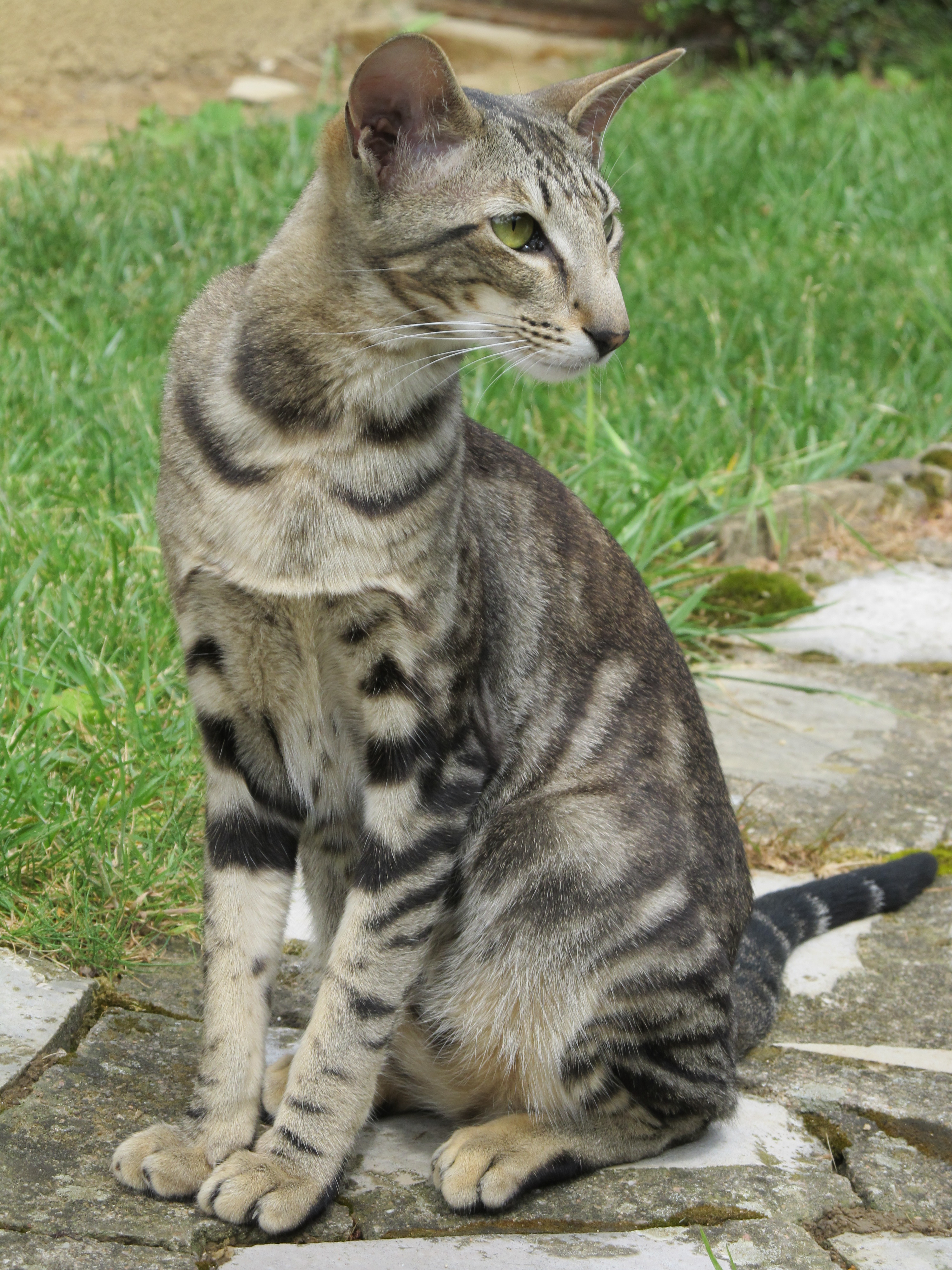
Oriental shorthair black silver blotched tabby.
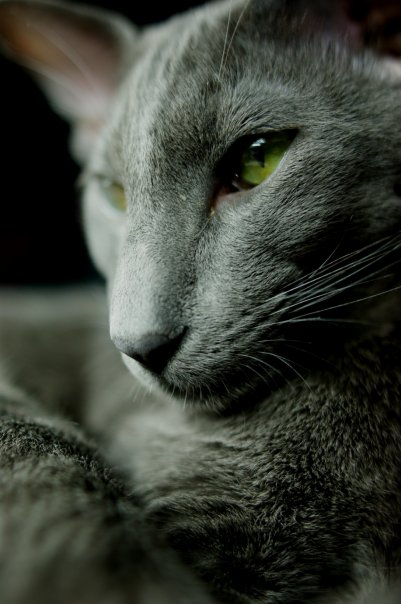
Un oriental à robe bleue.
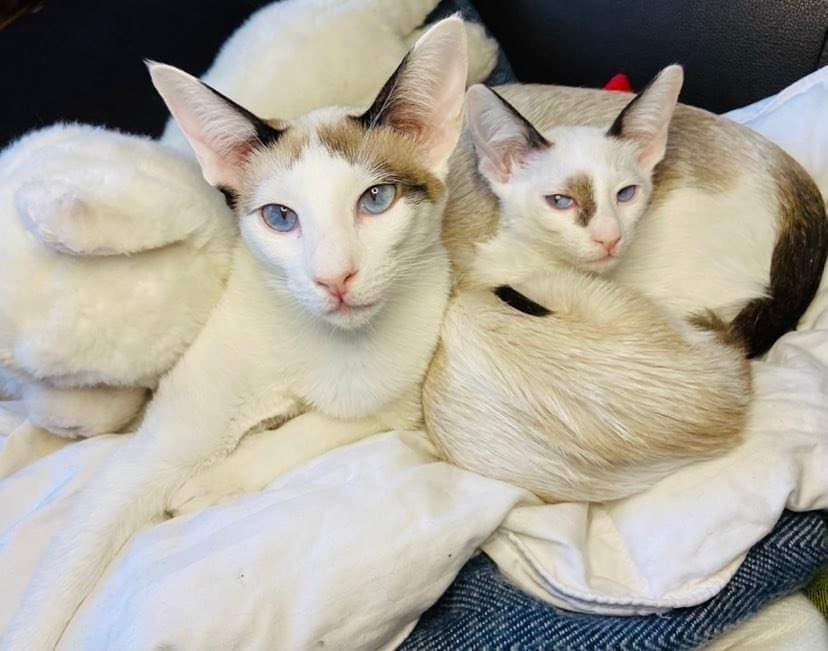
Robe crème, blanc et chocolat.

## Caractère

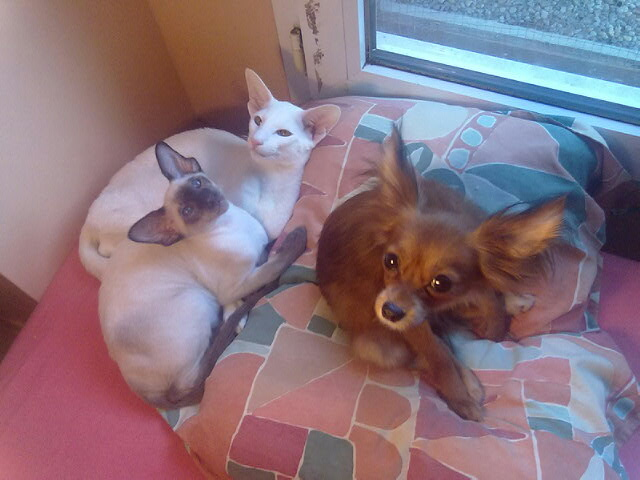
L'oriental shorthair est considéré comme un chat sociable, s’accommodant des autres animaux.

Le chat Oriental est souvent décrit comme étant vif, affectueux, intelligent, et à la morphologie foreign: il est souvent comparé à un lévrier. Un chat Oriental aime se mettre à la hauteur de l'homme, et cette conviction têtue l'amène donc à exiger un rapport égalitaire lors des échanges de respect, d'affection et de gentillesse. Il s’attache beaucoup plus à son maître qu’à la maison où il habite, car il comprend très bien que c’est de lui qu’il obtient tendresse, abri et nourriture, sa grande fierté l'empêchera de partir et devenir indépendant.
Quant à son langage, l’Oriental s’exprime en faisant des vocalises ; son vocabulaire est vraiment très étendu, on peut dire qu’il possède des combinaisons de sons à toute épreuve, de façon telle qu’il réussit à mener de véritables conversations. Toutefois, il peut aussi exagérer et devenir ennuyeux, voire irritant. C'est un chat idéal pour une famille, avec des enfants néanmoins pas trop jeunes, car le caractère des petits l'amusera mais finira par l'énerver.
Au Canada, l’Oriental shorthair est la 8e race de chat la plus populaire entre 2016 et 2019, selon l’AFC.